# Nagari Batu Kambing
Nagari Batu Kambing is een bestuurslaag in het regentschap Agam van de provincie West-Sumatra, Indonesië. Nagari Batu Kambing telt 3851 inwoners (volkstelling 2010).